# Сен-Виктор-Рузо
Сен-Викто́р-Рузо́ (фр. Saint-Victor-Rouzaud) — коммуна во Франции, находится в регионе Юг — Пиренеи. Департамент коммуны — Арьеж. Входит в состав кантона Западный Памье. Округ коммуны — Памье.
Код INSEE коммуны — 09276.

## Население
Население коммуны на 2008 год составляло 224 человека.
| 1962 | 1968 | 1975 | 1982 | 1990 | 1999 | 2008 |
| ---- | ---- | ---- | ---- | ---- | ---- | ---- |
| 159  | 169  | 138  | 161  | 151  | 161  | 224  |

## Экономика
В 2007 году среди 132 человек в трудоспособном возрасте (15—64 лет) 92 были экономически активными, 40 — неактивными (показатель активности — 69,7 %, в 1999 году было 69,4 %). Из 92 активных работали 83 человека (47 мужчин и 36 женщин), безработных было 9 (3 мужчины и 6 женщин). Среди 40 неактивных 9 человек были учениками или студентами, 16 — пенсионерами, 15 были неактивными по другим причинам.